# Sci nautico ai XVIII Giochi del Mediterraneo - Slalom femminile
Il concorso dei sci nautico femminile ai XVIII Giochi del Mediterraneo si è svolto dal 23 al 24 giugno 2018 e vi hanno preso parte 16 atleti.

## Medaglie
| Posizione | Atleti                   | Paese   |
| --------- | ------------------------ | ------- |
| Oro       | Camille Poulain-Ferarios | Francia |
| Argento   | Manon Costard            | Francia |
| Bronzo    | Laura Martin Champetier  | Francia |

## Risultati
| Pos. | Atleta                   | Nazionalità | Punteggio     |
| ---- | ------------------------ | ----------- | ------------- |
|      | Camille Poulain-Ferarios | Francia     | 2.00/52/13.00 |
|      | Manon Costard            | Francia     | 1.50/52/14.00 |
|      | Laura Martin Champetier  | Francia     | 0.50/52/14.00 |
| 4    | Angeliki Andriopoulou    | Grecia      | 3.50/52/16.00 |
| 5    | Alice Bagnoli            | Italia      | 3.50/52/16.00 |
| 6    | Sandra Botas Bedem       | Spagna      | 3.00/52/16.00 |
| 7    | Stella Anastasi          | Cipro       | 2.00/52/16.00 |
| 8    | Florentia Loizidou       | Cipro       | 2.50/52       |
| 9    | Marie Vympranietsova     | Grecia      | 1.50/52       |
| 10   | Marina Mosti             | Italia      | 1.00/52       |